# Gyarados
Gyarados (ギャラドス?, Gyaradosu) è un Pokémon di stadio uno della prima generazione di tipo Acqua/Volante. Il suo numero identificativo Pokédex è 130. Nel contesto del franchise creato da Satoshi Tajiri, Gyarados si evolve da Magikarp. 
Nei videogiochi Pokémon X e Y Gyarados ottiene una megaevoluzione denominata MegaGyarados.
Ideato dal team di designer della Game Freak, Gyarados fa la sua prima apparizione nel 1996 nei videogiochi Pokémon Rosso e Blu e compare inoltre nella maggior parte dei titoli successivi, in videogiochi spin-off, nella serie televisiva anime, nel Pokémon Trading Card Game e nel merchandising derivato dalla serie.
È uno dei Pokémon posseduti dalla capopalestra Misty. Esemplari di Gyarados sono inoltre utilizzati da Blu, Red, Sandra, Adriano, Omar, Fortunata e Elisio.
Un esemplare rosso di Gyarados è presente nei videogiochi Pokémon Oro e Argento, Pokémon Cristallo e Pokémon Oro HeartGold e Argento SoulSilver ed è citato in Pokémon Rosso Fuoco e Verde Foglia e Pokémon Diamante e Perla. Nell'anime viene catturato da Lance, mentre nel manga sia Argento che Lt. Surge riescono a controllare il Pokémon.

## Descrizione
Nella versione beta di Pokémon Rosso e Blu il suo nome era "Skulkraken".
Gyarados ha l'aspetto di un serpente marino con scaglie azzurre sul dorso e bianche sul ventre e barbigli in prossimità della bocca. È famoso per la sua ferocia e atrocità: quando va su tutte le furie, infatti, non si placa fino a quando non ha incenerito e distrutto ogni cosa intorno a sé. Viene attirato da guerre e conflitti, dove può scatenare tutta la sua furia. In Pokémon Diamante e Perla sono state introdotte le differenze tra i sessi e gli esemplari femmina di Gyarados presentano da allora barbigli di colore bianco, a differenza del blu dei maschi.
Gyarados si evolve da Magikarp al raggiungimento di uno specifico livello. In Pokémon X e Y ottiene una megaevoluzione denominata MegaGyarados, ottenibile utilizzando lo strumento Gyaradosite. MegaGyarados pesa 305 kg ed è di tipo Acqua/Buio. In questa forma è ancora più feroce, e spruzza acqua come un sifone dalle aperture che ha lungo il corpo per nuotare e schizzare fuori dall'acqua a velocità elevatissime.

## Apparizioni

### Videogiochi

Gyarados nel videogioco Pokémon Smeraldo

Nei videogiochi Pokémon Giallo, Pokémon Oro e Argento, Pokémon Cristallo e Pokémon Oro HeartGold e Argento SoulSilver è possibile pescare Gyarados nei pressi di Fucsiapoli. Nei remake Pokémon Rosso Fuoco e Verde Foglia è presente sia nella regione di Kanto che nel Settipelago. Nelle versioni Oro, Argento, Cristallo, HeartGold e SoulSilver è inoltre presente nel Lago d'Ira. In questi titoli è inoltre possibile catturare almeno un esemplare di Gyarados di colore rosso. Nei titoli della quarta generazione è presente nel Monte Argento e nelle Isole Spumarine.
Nei videogiochi Pokémon Rubino e Zaffiro e Pokémon Smeraldo è possibile ottenere Gyarados nei pressi di Ceneride. In Pokémon Diamante e Perla e Pokémon Platino è presente in tutta la regione di Sinnoh. In Pokémon Nero 2 e Bianco 2 è disponibile all'interno della Riserva Naturale. Nei videogiochi Pokémon X e Y Gyarados è ottenibile lungo i Percorsi 3 e 22, oltre che nei pressi della Reggia Aurea. In questi titoli può partecipare alle Lotte Aeree.

### Anime
Gyarados appare per la prima volta nel corso dell'episodio Il naufragio (Pokémon Shipwreck) in cui si evolve dal Magikarp acquistato da James del Team Rocket. Inoltre è uno dei Pokémon clonati da Mewtwo nel lungometraggio Pokémon il film - Mewtwo colpisce ancora. Il suo processo di evoluzione è anche visibile in Joy, la superinfermiera (The Joy of Pokémon) e in L'osservatore di Pokémon (The Wacky Watcher). Un Gyarados rosso è presente nel corso di Un progetto malvagio (Talkin' 'Bout an Evolution). Il Pokémon verrà catturato dal Superquattro Lance ed utilizzato in Team contro team (Gaining Groudon) ed in Battaglia epica (The Scuffle of Legends).
Nell'episodio speciale Blu Ceruleo! (Cerulean Blue) di Pokémon Chronicles, Misty ottiene un Gyarados, evoluzione del suo Magikarp. Anche i capipalestra Sandra e Omar possiedono esemplari del Pokémon mostrati rispettivamente nel corso degli episodi L'ultima Medaglia (Beauty is Skin Deep) e La quarta Medaglia di Sinnoh! (A Crasher Course in Power!).
Negli episodi Sogni che dividono! (Coming Apart at the Dreams!), A ogni impresa il suo eroe! (The Right Hero for the Right Job!) e Una difesa granitica! (Rocking Kalos Defenses!) Elisio usa un Gyarados cromatico capace di megaevolvere contro i Pokémon di Ash Ketchum e Alan.